# Donata Rigg
Donata Rigg (* 1976 in Konstanz) ist eine deutsche Schriftstellerin.

## Leben
Nach Abschluss des Studiums der Theaterwissenschaften, Neueren deutschen Literatur und Philosophie an der Humboldt-Universität Berlin ging Rigg ans Deutsche Literaturinstitut Leipzig, woraufhin sie begann, in Zeitschriften und Anthologien zu veröffentlichen.
2010 folgte der erste Roman „Weiße Sonntage“.
Neben ihrer Praxis als eigenständige Autorin ist Rigg kontinuierlich in literarischen und künstlerischen Kooperationen tätig, u. a. als Mitbegründerin und Veranstalterin der bedingungslosen akademie.
Im November 2020 erschien ihr zweites Buch, „Die Facette“, ein Künstlerroman „aus dem Innenleben einer Szene, der es nicht gelingt, über ihre Grenzen hinweg auszustrahlen, sondern die sich stattdessen auflöst.“
Nach Stationen in Berlin, Leipzig und Hamburg lebt Rigg wieder in Berlin, wo sie als Autorin und Lektorin arbeitet.

## Wirken
In ihrem gemeinsam mit Claudia Klischat verfassten Roman Zeitlang (2024) erzählt Rigg über 150 Jahre den Aufstieg und Niedergang einer bayerischen Familie und ihre Verstrickung in rechte Ideologien. In zwei Zeitsträngen verbindet der Roman die Geschichte von Ludwig Maurer, der 1868 einen Fischereibetrieb gründet, mit der seines Urenkels Benedikt, der in der Gegenwart als PR-Berater für einen rechtspopulistischen Politiker arbeitet. Der Roman thematisiert die Wiederkehr verdrängter Familiengeheimnisse sowie moralische Konflikte und persönlichen Ehrgeiz.

## Auszeichnungen
- Stipendiatin der Kunststiftung Baden-Württemberg

- Künstlerförderpreis der Stadt Friedrichshafen
- Stipendiatin der Akademie Schloss Solitude, Stuttgart

- Stipendiatin im Gerhart-Hauptmann-Haus/Agnetendorf (Kulturstiftung Sachsen)

- Aufenthaltsstipendium im Literarischen Colloquium Berlin
- Drehbuchförderung des BKM (Co-Autorin)

## Veröffentlichungen
Roman
- Weiße Sonntage, mairisch Verlag, Hamburg 2010, ISBN 978-3-938539-16-3
- Die Facette, Textem Verlag, Hamburg 2020, ISBN 978-3-86485-241-1
- Zeitlang, Ullstein Buchverlage GmbH, Berlin 2024, ISBN 978-3-550-20255-1

Sonstige Veröffentlichungen (Auswahl)
- Die Sprache der Fische, in: „Leben mit und ohne Gott: Beiträge zur inneren Sicherheit“, Karsten Krampitz und Uwe Seltmann (Hg.), Herbig Verlag, München 2010, ISBN 978-3-7766-2645-2

- Alte Schule, in: „Kartographie der Nacht“, Lars Claßen (Hg.), Suhrkamp Verlag, Berlin 2011, ISBN 978-3-518-46299-7

- Live undead, in: „Edit - Papier für neue Texte“, Leipzig 2011

- Leipzig calling, in: „Opus“, Saarbrücken 2012
- Extremzetteling, in: „Re-Covering Onetti“, Lettrétage, Berlin 2014 (Co-Autorin)
- Wiedersehen I und II, in: „Das Magazin“, Berlin 2017